# Мевиус, Аполлон Фёдорович
Аполлон Фёдорович Мевиус (24 ноября 1820 года, Томская губерния — 07 (20) октября 1898 года, Харьков) — горный инженер, один из создателей металлургии России, председатель совета съезда горнопромышленников юга России, автор более 100 научных трудов, в числе которых «Учебный курс металлургии чугуна, железа и стали» и «Чугунолитейное производство» — первые учебные пособия по металлургии и литейному производству в России.

## Биография
Аполлон Мевиус родился в семье маркшейдера Томского горного округа Фёдора Мевиуса и сибирской дворянки. Предки по отцовской линии родом из Германии, служители лютеранской церкви, потомки Мартина Лютера. Позднее его отец был назначен помощником начальника Олонецких заводов, а с 1835 по 1840 год — управляющим Луганского завода, которым позднее (1861—1865) довелось руководить и сыну.
В возрасте 12 лет Аполлон Мевиус был определён на учёбу в институт корпуса горных инженеров (впоследствии — горный институт), который успешно окончил в 1842 году.
Далее — работа в должности смотрителя Гороблагодатских и Туринских заводов Урала, стажировка на заводах в странах Западной Европы.
В 1847 году Аполлон Мевиус возвращается в страну после изучения европейского опыта и переводит на русский язык изданное во Франции одно из первых пособий по металлургии — «Курс металлургии, чугуна и железа» Флаша, Барро и Потье.
В 1848 году направлен на Златоустовский завод и вскоре назначен его управителем.
В 1851 году, в звании капитана, направлен в Керчь для проведения опытов получения чугуна из местных руд, которые успехом не увенчались.
С 1855 года, получив звание подполковника, занимается разведкой запасов каменного угля и железной руды для Луганского завода, принимает участие в выборе места для нового чугуноплавильного завода. Одновременно с этим назначается строителем Петровского (в честь Петра I, основателя горонопромышленного дела в России) чугунолитейного завода Юга России (ныне — Енакиевский металлургический завод), в проектировании которого принимал непосредственное участие.
С апреля 1861 года полковник Корпуса горных инженеров А. Ф. Мевиус назначен начальником Луганского горного округа; в его ведении не только горная промышленность округа (Луганский и строящийся Петровский заводы, Лисичанский, Успенский, Городищенский и Софиевский угольные рудники), но и селения, расположенные на территории округа.
Главным стратегическим направлением экономики Южного края А. Ф. Мевиус считает развитие каменноугольной промышленности и создание на Юге самостоятельного железного производства. Строительство первого чугуноплавильного завода — Петровского, а также пудлинговой фабрики Луганского завода — первого сталеприготовительного и прокатного производства на Украине, которые были сданы в эксплуатацию одновременно в январе 1866 года, сыграли ключевую роль в становлении металлургии юга страны.
С 1865 года живёт в Санкт-Петербурге и работает над проблемами развития железного и каменноугольного производства на юге России и связанным с ними проектом устройства железных дорог. Результаты этой работы — «Будущность горнозаводского промысла на Юге России» — опубликованы в 1867 году. Позднее, в изданной в 1870 году книге «Материалы для расчётов и выводов касательно водворения железной промышленности на Юге России» А. Ф. Мевиус подтвердил свои прогнозы относительно наиболее рациональной структуры сети железных дорог Донбасса и перспектив развития районов Донбасса, где позднее были построены Дружковский, Макеевский, Ольховский, Петровский, Юзовский и другие металлургические заводы.
В 1870 году А. Ф. Мевиус оставляет государственную службу и переезжает в Харьков, где с 1887 года преподает металлургию в недавно созданном Харьковском технологическом институте, вскоре создает там кафедру металлургии и становится её первым профессором.
В 1894 году издаёт «Учебный курс чугуна, железа и стали», который сыграл значительную роль в подготовке специалистов отрасли.
В этот же период совмещает работу в институте и Совете горнопромышленников с руководством, проектированием и строительством Екатерининского металлургического завода Санкт-Петербургской промышленной компании ДЮМО (с 1926 года — завод им. Ворошилова, с 1961 — Коммунарский металлургический завод (КМЗ), позднее — комбинат (КМК), а с 1992-го — Алчевский металлургический комбинат (АМК)), который и возглавил в 1895 году, в возрасте 75 лет. В 1896 году Мевиус вынужден отказаться от работы в институте в связи с загруженностью делами завода.
В последние годы А. Ф. Мевиус работал над основами агломерации.
Завершающим научным трудом его стал изданный в 1899 году «Технический французско-русский словарь», который содержит не только перевод слов, но и толкование их технического смысла. Словарь, которому Мевиус посвятил 28 лет, получил высокую оценку профессора И. А. Тиме, который назвал его «единственным в своём роде».
Умер А. Ф. Мевиус 7 (20) октября 1898 года в Харькове на 79 году жизни.

## Награды
- Демидовская премия Академии наук России — за учебное пособие «Чугунолитейное производство».[3]